# K-pop Selection
Albums de BoA
Love and Honesty
(2004) My Name
(2004)
K-pop Selection est un album de BoA. Il s’agit d’une compilation de ses chansons coréennes pour le marché japonais. L’album sort également en « Perfect Edition » qui contient des clips vidéos.

## Liste des titres
- 01.  No.1 3:12
- 02.  Milky way 3:19
- 03.  Listen to my Heart 3:57
- 04.  Time to Begin 3:36
- 05.  ID ; Peace B 3:58
- 06.  My Sweetie 5:25
- 07.  Day 4:13
- 08.  Don’t start now 3:43
- 09.  Atlantis Princess 3:44
- 10.  Realize (stay with me) 4:17
- 11.  SARA 3:53
- 12.  Where are you 3:47
- 13.  Come to Me 3:35
- 14.  waiting.. 4:17
- 15.  The Lights of Seoul 4:26

DVD du « Perfect Edition » :
- 01. No.1
- 02. Atlantis Princess
- 03. Milky Way